# На-дене
На-дене́ — этно-региональная общность индейцев Северной Америки (США и Канады).
Генетически значительно более близкие к палеоэскимосам, кетам (язык которых относится к группе енисейских языков) и представителям чукотско-камчатской языковой семьи, чем к остальным американским индейцам.
Существует предположение, что в эпоху позднего мезолита существовал общий праязык-предок енисейских и на-дене языков. Народ языковой семьи на-дене переселился в Америку позднее прочих индейцев, переплыв Берингов пролив 10 — 5 тыс. лет назад, и заселил юг Аляски и запад Канады.

## Хозяйство и социальная жизнь
До прибытия европейцев на-дене не занимались животноводством и почти не выращивали культурные растения. Основными источниками существования служили охота, собирательство, торговля мясом и рыбой с другими племенами и позже европейцами.
Ранее у тлингитов, хайда и части атапасков существовало разделение на классы, передававшееся по наследству, у других племен принадлежность к тому или иному классу определялась в зависимости от личных достижений.
В качестве средства приобретения социального влияния использовалась традиция потлач.

## Религия и мифология
Традиционные верования на-дене включали анимизм. Некоторые на-дене верили в возможность реинкарнации. Позже часть индейцев перешла в христианство. На протяжении последнего столетия возникли синкретические формы религиозных церемоний «танец чая», «танец барабанов», сочетающие элементы традиционной религии и христианства.
У на-денеязычных народов, как и народов чукотско-камчатской языковой семьи, распространены мифы о вороне.
На-дене — единственная общность североамериканских народов, чей фольклор демонстрирует некоторые несомненные аналогии в регионе Южной Сибири и Центральной Азии, при этом не имеет таковых в Южной Америке.

## Народы на-дене
- Апачи
- Атапаски
- Навахо
- Тлинкиты